# Rukoveti
Die Rukoveti sind ein Zyklus aus 15 musikalischen Rhapsodien, zu welchen oft eine sechzehnte names Primorski napjevi (dt. Lieder von der Küste) gezählt wird. Komponiert wurden sie vom serbischen Komponisten Stevan Stojanović Mokranjac zwischen 1883 und 1909. Als Vorlage dienten ihm Volksmusikmotive aus Serbien, Makedonien (damals auch bekannt als Altserbien), Bosnien und Bulgarien.

## Begriff
Der Name rukovet (dt. Girlande, Blumenkranz) stammt aus dem Volksmund und sollte die musikalische Zusammensetzung von verschiedenen Liedern aus verschiedenen Völkern symbolisieren. Die Rukoveti gelten im serbischen Sprachgebrauch auch als ein musikalischer Begriff bzw. ein Synonym für Rhapsodien, die auf Volksliedern basieren. Die Form Rukoveti lehnt sich an das Werk Kolo des serbischen Komponisten Josif Marinković an.

## Kompositionsprinzipien
Folgende Prinzipien wurden zum Komponieren der Rukoveti von Mokranjac entwickelt:
- Die überarbeiteten Volkslieder mussten zunächst hohe musikalische Kriterien erfüllen. Dabei wurde eine Sammlung von insgesamt 500 Liedern erstellt.
- Die Volkslieder wurden nach Themen oder nach ihrem Ursprungsort klassifiziert.
- Mokranjac legte großen Wert darauf aus den verschiedenen Volksliedern eine stimmige Einheit zu bilden. Dabei ließ er sich von anderen zyklischen Musikformen inspirieren wie z. B. der Suite oder der Sonate. Mit dem Wechselspiel von schnellen zu langsamen bzw. von traurigen zu fröhlichen Volksliedern gelang Mokranjac eine abwechslungsreiche und dynamische Komposition. Angelehnt an Marinković, verarbeitet Mokranjac in den ersten zwei Rukoveti eine Vielzahl von Volksliedern, im Gegensatz zu den späteren, die sich hauptsächlich auf einige wenige Themen beschränken.
- Die Volkslieder durften nicht ihre Ursprungsmelodie verlieren. Vielmehr bestand Mokranjac auf eine detaillierte Verarbeitung, indem Polyphonien oder Kontrapunkte benutzt wurden.
- Bei den Rukoveti sollte auch die psychologische Verbundenheit zwischen Wort und Musik betont werden. Somit gestaltet Mokranjac einen ausdrucksvollen Dialog zwischen Männer- und Frauenstimmen, wie es bei der Oper üblich ist. Als gelungene Beispiele gelten das fünfte und elfte Rukovet.

## Die Rukoveti im Einzelnen

### 1.Rukovet,Aus Meiner Heimat(1883)
Das 1. Rukovet und eine abgewandelte Version des 4. Rukovet sind ausschließlich für einen Männerchor komponiert. Alle anderen sind für gemischte Chöre vorgesehen. Aufgrund der hohen Anzahl von Liedern (insgesamt neun) versucht Mokranjac hier eine Einheit zu bilden, indem die Melodien mehrmals wiederholt werden. Der damals 27-jährige Komponist lehnt sich noch an seinen älteren Kollegen Marinković an. Die Strophen des ersten Liedes „Bojo mi Bojo“ wiederholen sich nach dem zweiten „Jarko sunce otskočilo“. Motive aus dem ersten und dritten Lied „Što ti je Stano, mori“ erklingen kurz vor dem Ende des Rukovet. Das vierte Lied „Karavilje, lane moje“ wird gradativ von Strophe zu Strophe wiedergegeben. Danach folgt das fünfte „Igrali se konji vrani“ und das heitere sechste „Reče Čiča“. Das Duett für Tenor und Bass besticht im siebten Lied „Protužila pembe Ajša“. Beim achten Lied handelt es sich um das kurze Motiv von „Imala majka, jado“. Ein effektvolles Finale des ersten Rukovet wird durch das Lied „Imala baba jedno momče“ erreicht.

### 2.Rukovet,Aus Meiner Heimat(1884)
Das 2. Rukovet beginnt romantisch und lyrisch. Im Gegensatz zum 1. Rukovet benutzt Mokranjac hier fünf Melodien. Die Stimmigkeit wird zusätzlich durch die tonale Einheit, indem nur F-Dur und f-Moll benutzt wird, unterstützt.
Das Rukovet besteht aus folgenden Liedern: „Osu se nebo zvezdama“, „Smilj Smiljana“ und „Jesam li ti, Jelane“. Darauf folgt ein Bariton-Solo mit „Maro Resavkinjo“. Das 2. Rukovet endet mit dem geistreichen Lied „U Budimu gradu“.

### 3.Rukovet,Aus Meiner Heimat(1888)
Das 3. Rukovet beinhaltet insgesamt neun Lieder, worin es dem 1. Rukovet sehr ähnelt. Jedoch verflicht Mokranjac hier die Lieder enger, was zu einer stimmigeren Verschmelzung der Melodien führt.
Das erste Lied „Zaspala devojka“ besteht aus einem Dialog zwischen dem Männer- und Frauenchor. Das zweite („Urani bela“) und dritte Lied („Lepo ti je javor urodio“) werden nur fragmentartig angedeutet. Die nächsten zwei Lieder sind ineinander verflochten in Form eines Rondo. Diese sind das in Bariton gesungene „Tekla voda Tekelija“ bzw. das in Alt gesungene „Razbole se Grivna mamina“. Die Lieder „Aoj Neno“ und „Ovako se kuća teče“ bilden eine stilistische Einheit, obgleich Motive der Sevdalinka „Čimbirčice“ und des humoristischen Themas „Ala imaš oči“ dazwischengeschoben werden. Das dynamische Kolo am des Rukovet endet abrupt mit dem Vers „Niko ne zna kako mi je“.

### 4.Rukovet,Mirjana(1890)
Dieses Stück hat nicht die klassische Form eines Rukovet, da es nur aus dem Lied „Mirjana“ besteht, welches zur Gruppe der orientalisierten städtischen Folklore gehört, bzw. zur sogenannten Sevdalinka. Es existieren zwei Versionen dieses Stückes; in E-Dur für ein Solo (Bass) und einen gemischten Chor und in B-Dur für ein Solo (Tenor) und einen Männerchor. Beide Versionen werden von Klavier und Kastagnetten gefolgt und akzentuiert.

### 5.Rukovet,Aus Meiner Heimat(1892–1893)
Das 5. Rukovet besteht aus insgesamt zehn Liedern. Im Vergleich zu den ersten vier Rukoveti besticht das fünfte durch einen musikalischen Qualitätssprung. Trotz seiner Vielfalt gelingt es ihm, eine stimmige Einheit zu bewahren.
Nach dem lebhaften ersten Lied „Šta to miče“, gefolgt vom recht langsamen „A što si se Jano“ und einer kurzen Wiederholung des ersten, kommt es zu einem lyrischen Dialog zwischen einem Sopran und Tenor im Lied „Konja sedlaš“.
Die Melodie von „Povela je Jela“ besteht aus Gradationen, die durch eine Modifikation der Chorfaktur erreicht werden, welche sich nach einer kurzen Episode „Moj se dragi na put sprema“ im Lied „Lele Stano, mori“ wiederholen. Das Letztere beginnt zunächst leise, entwickelt sich aber durch die sechs Strophen zu einer dramatischen Kulmination von sechs Chorstimmen. Das siebte Lied „Oj za gorom“ ist pastoralen Charakters. Die darauffolgenden zwei Lieder „Oj, devojko“ und „Višnjičica rod rodila“ sind ineinander verflochten. Die Melodie „Ajde, mori, momčeto“ ist reich mit Motiven geschmückt, die ein effektvolles Finale des 5. Rukovet bilden.

### 6.Rukovet,Hajduk Veljko(1892)
Bevor Mokranjac das 5. Rukovet zu Ende komponierte, entstand das sechste. Er widmete es der Legende vom Helden Hajduk Veljko aus seinem Heimatort Negotin, wo auch die Uraufführung am 13. Juli 1892 während der Einweihung eines Denkmals für Hajduk Veljko stattfand.
Das erste Lied „Knjigu piše Mula paša“ beginnt mit einem tenoralen Gesang, gefolgt von einem Chor. Als Gegensatz zum heroischen Beginn folgt das langsame lyrische Liebeslied „Raslo mi je bagrem drvo“. Darauf folgen zwei kurze Liedepisoden: „Hajduk Veljko po ordiji šeće“ und „Kad Beograd Srbi uzimaše“. Mit „Bolan mi leži Kara Mustafa“ endet das Rukovet mit einem imposanten und melodisch-heroischen Finale.

### 7.Rukovet,Lieder aus Altserbien und Makedonien(1894)
Schon im 2. Rukovet wird deutlich, dass Mokranjac eine stilistische Einheit der Komposition verfolgt. Im 7. Rukovet wird dies zur Regel. Den zwei schnellen Liedern „More, izvor voda izvirala“ und „Ajde, ko ti kupi kulančeto“ folgt „Što li mi je“, ein tenoraler Gesang unterlegt mit einem Männerchor. Das vierte und fünfte Lied sind wiederum schnell. Es handelt sich dabei um das Scherzo „Poseja dedo“ und das Kolo „Varaj Danke“, dessen Musik an ein Gajda-Spiel erinnert.

### 8.Rukovet,Lieder aus dem Kosovo(1896)
Die melographischen Analysen für das 8. Rukovet sammelte Mokranjac während seines Pristina-Besuches im Jahr 1896. Der eher schwungvolle und rhythmische Beginn mit „Džanum na sred selo“ steht im Kontrast zum darauffolgenden Lied „Što Morava mutna teče“, welches langsam und melancholisch anmutet. Das dritte Lied „Razgrana se grana jorgovana“ besticht mit einem Scherzo im Sonatenzyklus. Das Rukovet schließt mit dem heiteren Lied „Skoč’ kolo“ ab.

### 9.Rukovet,Lieder aus Montenegro(1896)
Die beschränkte Auswahl an Melodien stellte für das montenegrinische Rukovet zunächst eine Herausforderung dar. Somit entschloss sich Mokranjac, die Harmonik auf eine untypische Weise abzuhandeln. Diese wird vor allem im abschließenden Lied „U Ivana gospodara“ deutlich, indem die musikalischen Phrasen unsymmetrisch eingesetzt und mit einem dissonanten Akkord aufgelöst werden. Die ersten drei Lieder sind „Poljem se nija“, „Rosa plete ruse kose“ und „Lov lovili građani“.

### 10.Rukovet,Lieder aus Ohrid(1901)
Mokranjac komponierte das 10. Rukovet während seiner höchsten künstlerischen Kraft und Reife. Dieses Werk stellt den Höhepunkt seines Schaffens im Bereich der weltlichen Musik dar und wurde zum Paradebeispiel der künstlerischen Stilisierung von folkloristischen musikalischen Themen.
Im 10. Rukovet wurden alle erstrebenswerten Elemente erreicht: hervorragende melodische Themen, klare Formen, die aus drei schnellen und zwei langsamen sich abwechselnden Sätzen bestehen, sowie die meisterhafte Umsetzung der harmonischen Lösungen. Die Melodie „Biljana platno beleše“ ist beispielhaft für eines der neuen harmonischen Lösung und wird als gelungene Paraphrase des Volksliedes betrachtet. Mokranjac verschafft diesem Lied neue Lebhaftigkeit, indem er zwischen einem B-Dur und g-Moll, und einer Kombination aus Frauenstimmen und einem Tenor pendelt.
Das zweite Lied „Do tri mi puške puknale“ ruft eine eher traurige Stimmung hervor, wohingegen das darauffolgende dritte Lied „Dinka dvori mete“ freudiger erklingt. Das vierte Lied „Pušči me“ ist durch seine klassische Einfachheit gekennzeichnet, was als eines der bestumgesetzten langsamen Sätze von Mokranjac betrachtet wird. Das abschließende Lied „Niknalo cvekje šareno“ ist melodisch gestimmt und mit anregenden Akkorden geschmückt.

### 11.Rukovet,Lieder aus Altserbien(1905)
Aufgrund ihrer Form (Allegro-Adagio-Scherzo-Finale) sind sich das 11. und 8. Rukovet sehr ähnlich. Zusätzlich sind in beiden Stücken das erste und letzte Lied in F-Dur geschrieben. Das Rukovet beginnt mit dem fröhlichen Lied „Pisaše me, Stano mori“, welches vom Wechsel dialogisch angestimmter Phrasen des Männer- und Frauenchores bestimmt ist. Die folgende Melodie „Crna goro“ ist durch häufige Einsätze charakterisiert. Das dritte Lied „Oj, Lenko, Lenko“ sticht durch seinen Rhythmus im Fünfvierteltakt hervor. Nach einer kurzen Wiederholung des vorigen Liedes, schließt das Rukovet mit dem heiteren Kolo „Kalugere, crna dušo“ ab.

### 12.Rukovet,Lieder aus dem Kosovo(1906)
Das 12. Rukovet ist lyrischen Charakters. Als schönster Teil gilt das vierte Lied „Cvekje cafnalo“, welches mit seiner Schönheit der Melodie und der Harmonik besticht. Ihr gehen folgende Lieder voraus: „Deka si bila“, „Aman, šetnala si“ und „Da l’ nemam, džanum“. Den Abschluss bildet das fröhliche Lied „Sedi mi moma na pendžeru“.

### 13.Rukovet,Aus Meiner Heimat(1907)
Mokranjac komponierte zwei verschiedene Versionen des 13. Rukovet. Sie unterscheiden sich in den Tonalitäten und der Ausarbeitung der Details. Die Kombination der hierfür ausgewählten Lieder besteht aus zwei langsamen und zwei schnellen, die abwechselnd gesungen werden. Das Rukovet beginnt mit dem traurigen Lied „Devojka junaku prsten povraćala“ und setzt mit dem heiteren „Oj, ubava mala momo“ fort. Das dritte Lied „Slavuj pile“ steht im Kontrast zum abschließenden geistreichen Thema des „Krce, krce, nova kola“.

### 14.Rukovet,Lieder aus Bosnien(1908)
Die Lieder aus Bosnien im 14. Rukovet sind durch eine breite melodische Skala gekennzeichnet. Dies wird vor allem im ersten Lied „Kara majka Aliju“ und im vierten Lied „Štono mi se Travnik zamaglio“ deutlich. Das zweite Lied „Svaka ptica u šumici“ ist melancholisch gestimmt, wohingegen das dritte Lied „Devojka viče“ sehr aufgeweckt daherkommt. Das abschließende Lied „Uzrasto je zelen bor“, ist durch einen Wechsel vom langsamen Anfang zur lebhaften Ausarbeitung gekennzeichnet.

### 15.Rukovet,Lieder aus Makedonien(1909)
Für das 15. Rukovet, das durch eine feine Ausarbeitung gekennzeichnet ist, wurde sehr melodisches Material benutzt. Das erste Lied „Marije, bela Marije“ ist von einer elegischen Stimmung geprägt, während die darauffolgenden zwei Lieder „Obasjala mesečina“ und „Bog da ga ubije, mamo“ rhythmisch gestimmt sind. Es folgt das Tenor-Solo „Prošeta, majko, devet godini“ in orientalischer Manier. Das 15. Rukovet schließt mit dem anmutigen Lied „Sejala Dinka bosiljak“ ab.

### Primorski napjevi(dt. Lieder von der Küste) (1893)
Die Primorski napjevi unterscheiden sich in keiner Weise von den restlichen Rukoveti, die aus acht heiteren, glockenhellen, durischen Liedern bestehen. Diese sind: „Vozila se šajka, mala“, „Zbogom, neharna dušo“, „Popuhnul je tihi vjetar“, „Aj zelena, zelena“, „Oj, Jelena, vodo ti ledena“, „Zibala Jane“, „Vrbniče nad morem“ und das abschließende „Majka Maru preko mora zvala“.  Die Sammlung hatte zuvor der kroatische Chorleiter Slavoljub Lžičar erstellt.